# Маріо дель Монако
Ма́ріо дель Мо́нако (італ. Mario Del Monaco; *27 липня 1915, Флоренція, Італія — †16 жовтня 1982, Местре, Італія) — італійський оперний співак (тенор), якого називають одним із найбільших оперних співаків XX століття й останнім тенором di forza.

## Біографія
Дель Монако народився в музичній, добре забезпеченій сім'ї державного службовця. У дитинстві багато подорожував — провів перші чотири роки життя у Флоренції, а потім у Кремоні й Пезаро. Навчався співу в Артуро Мелоккі в Пезарській консерваторії. Після перемоги у вокальному конкурсі молодих талантів дістав шанс дебютувати в театрі. Зігравши 1940 року Пінкертона в Мадам Баттерфляй Джакомо Пуччіні в Мілані набув репутації одного з трьох великих тенорів 1950-х, поряд із Джузеппе ді Стефано й Франко Кореллі. З 1943 року виступав у театрі Ла Скала (Мілан). З 1946 року співав у Ковент-Гардені (Лондон), у 1957-1959 роках — у Метрополітен-опера (Нью-Йорк).
Спеціалізувався на італійському репертуарі, зокрема:
- Турріду («Сільська честь» П'єтро Масканьї)
- Альфред («Травіата» Джузеппе Верді)
- Кавалер де Ґріє («Манон Леско» Джакомо Пуччіні)
- Андре Шеньє («Андре Шеньє» Умберто Джордано)
- Радамес («Аїда» Джузеппе Верді)
- Дон Хозе («Кармен» Ж. Бізе)
- Манріко («Трубадур» Джузеппе Верді)

У 1946 році гастролював у Південній Америці, граючи в «Дівчині із Заходу» Джакомо Пуччіні і «Мефістофелі» Арріґо Бойто. По поверненні знову заспівав «Андре Шеньє» в Ла Скала й знявся в кримінальному фільмі «Людина в сірих рукавичках» (L'uomo dal guanto grigio, 1948), де заспівав кілька оперних арій. 1950 року вперше зіграв Отелло в однойменній опері Джузеппе Верді. Отелло став легендарною роллю Дель Монако, яку він виконав 427 разів, й був похований у костюмі персонажа.
У липні того ж року почав виступи в США, граючи в Сан-Франциско в «Аїді». А потім чотири роки співав у Метрополітен-опера, де зіграв Каварадоссі в «Тосці» Пуччіні й «Нормі» Белліні. У 1959 році гастролював у СРСР, виконав у Большому театрі партії дона Хозе в «Кармен» Бізе й Каніо в «Паяцах» Леонкавалло. 1960 року партію Самсона в опері «Самсон і Даліла» на сцені паризької Опери Ґарньє. У кінці 1963 року потрапив в автокатастрофу. Однак йому вдалося відновитися й 5 серпня 1964 він виконував партію Каварадоссі у «Тосці».
Закінчив свою співочу кар'єру 1973 року. Його останній концерт був офіційним святкуванням сторіччя з дня народження Енріко Карузо.
1941 року одружений з сопрано Ріно Філіппіні. Його син Джанкарло — театральний режисер.

## Творчість
Критики зазначають, що голос дель Монако гучноголосий, широкого діапазону, незвичайної сили й насиченості, з баритональними низами й блискотливими верхніми нотами, неповторний за тембром. Блискуча майстерність, тонке відчуття стилю й мистецтво перевтілення дозволяли артисту виконувати різнохарактерні партії оперного репертуару.
Разом з тим, дель Монако не був «універсальним артистом» і специфіка постановки його голосу (спів з опущеною гортанню, і, як наслідок, використання великих мазків, нечітке піанісимо, підпорядкування інтонаційної цілісності афектній грі) забезпечила співаку досить вузький, переважно драматичний репертуар

## Виноски
1. ↑  Марио дель Монако (Mario Del Monaco) [Архівовано 18 січня 2013 у Wayback Machine.] на сайті belcanto.ru(рос.)
2. ↑  Большая советская энциклопедия[недоступне посилання з липня 2019](рос.)
3. ↑  Autobiografia: La mia arte, i miei successi 1981; il dato non è stato confermato in altre biografie(італ.)
4. ↑  Сайт classicalarchives.com [Архівовано 2 лютого 2012 у Wayback Machine.] (англ.)
5. ↑  100 великих вокалистов [Архівовано 25 січня 2008 у Wayback Machine.](рос.)
6. ↑  Сайт peoples.ru [Архівовано 25 травня 2014 у Wayback Machine.](рос.)